# 伊姆莱·马科维奇
伊姆雷·马科维奇（匈牙利語：Imre Makovecz，1935年11月20日—2011年9月27日）是匈牙利建筑师。他生于布达佩斯，曾就读于布达佩斯技术大学。他是匈牙利艺术学院的创始人和“永久执行院长”。
马科维奇是有機建築的代表人物之一，他的建筑受到新艺术运动或匈牙利民族浪漫主义的影响。

## 作品

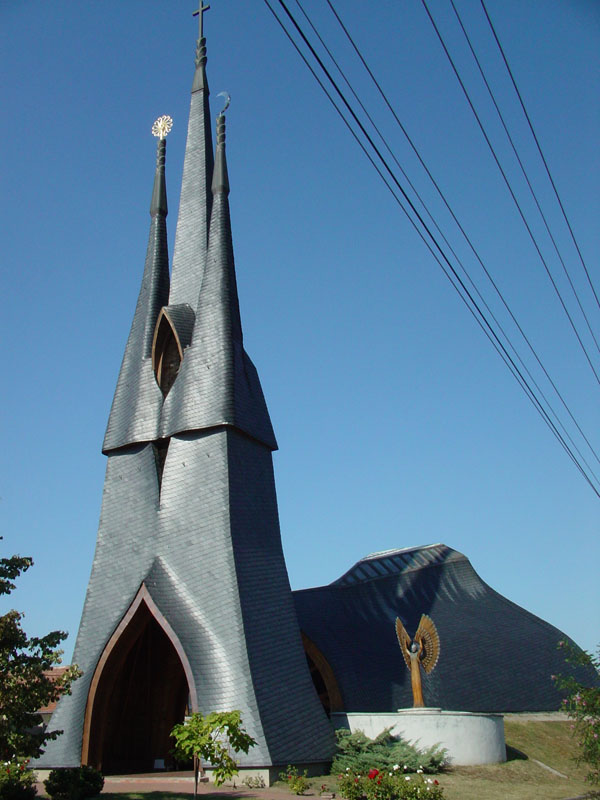
Szentlélek templom, Makoveczpaks
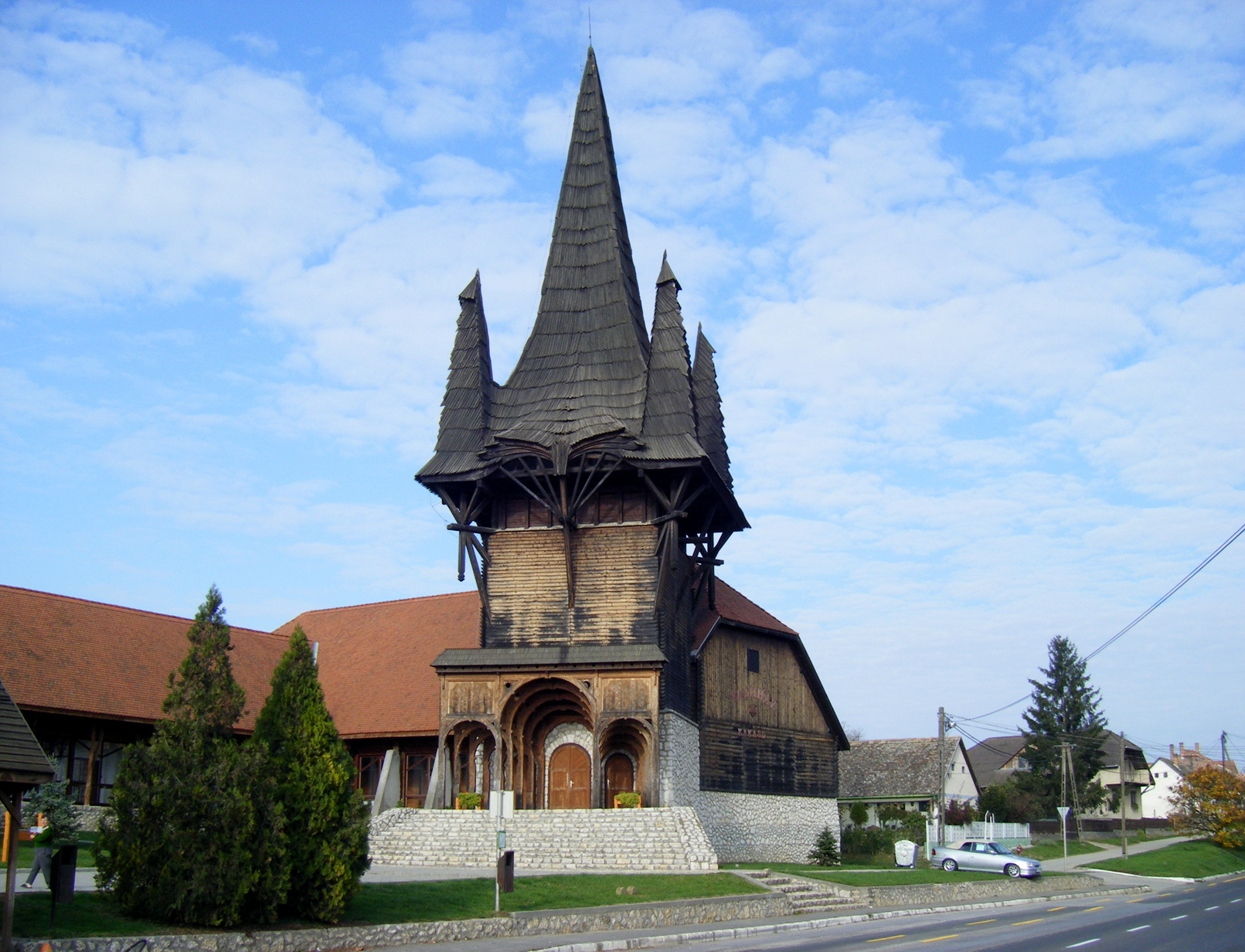
Kakasd Community Center (1996)
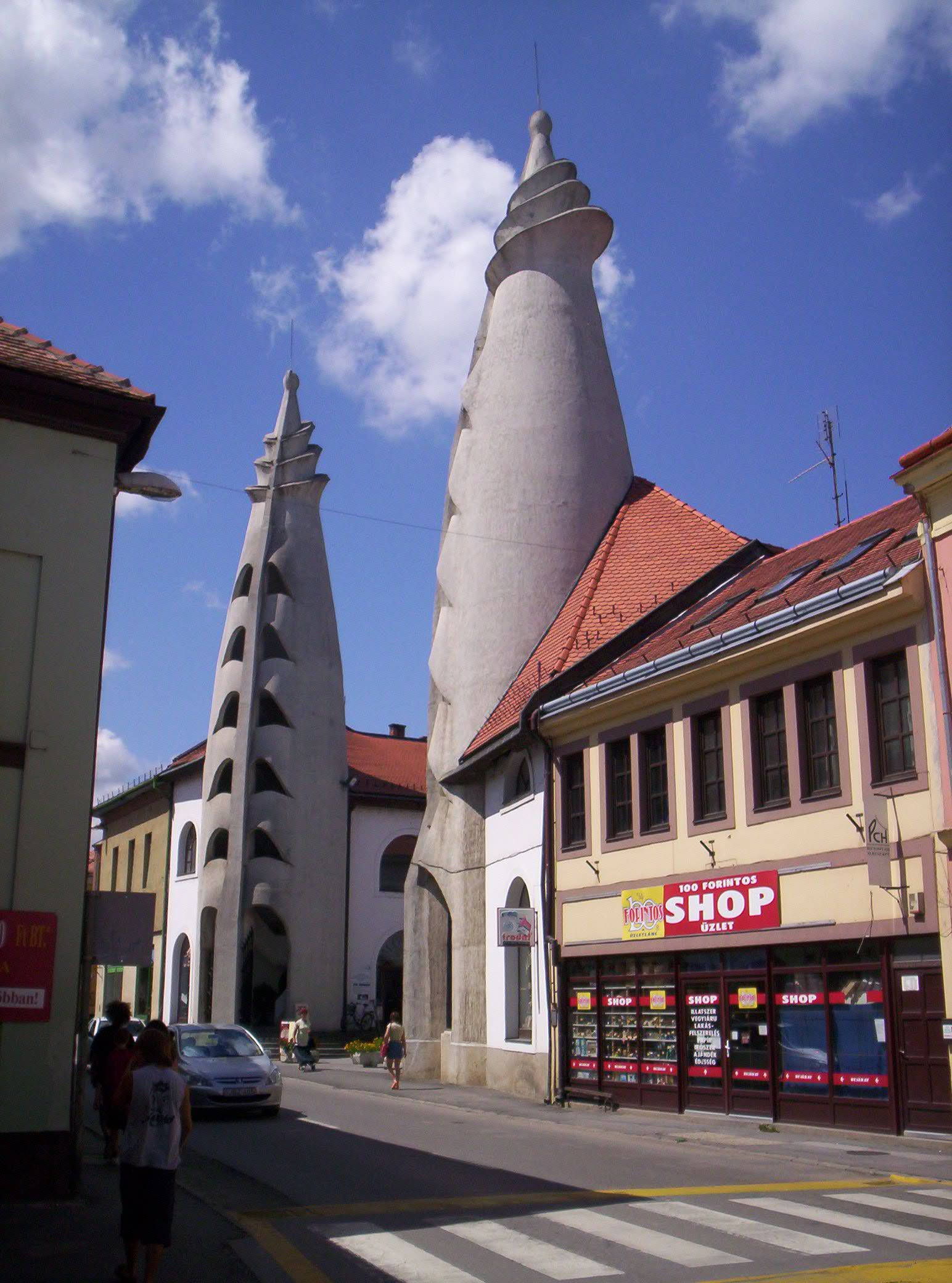
Cultural Centre, Szigetvár (1985)
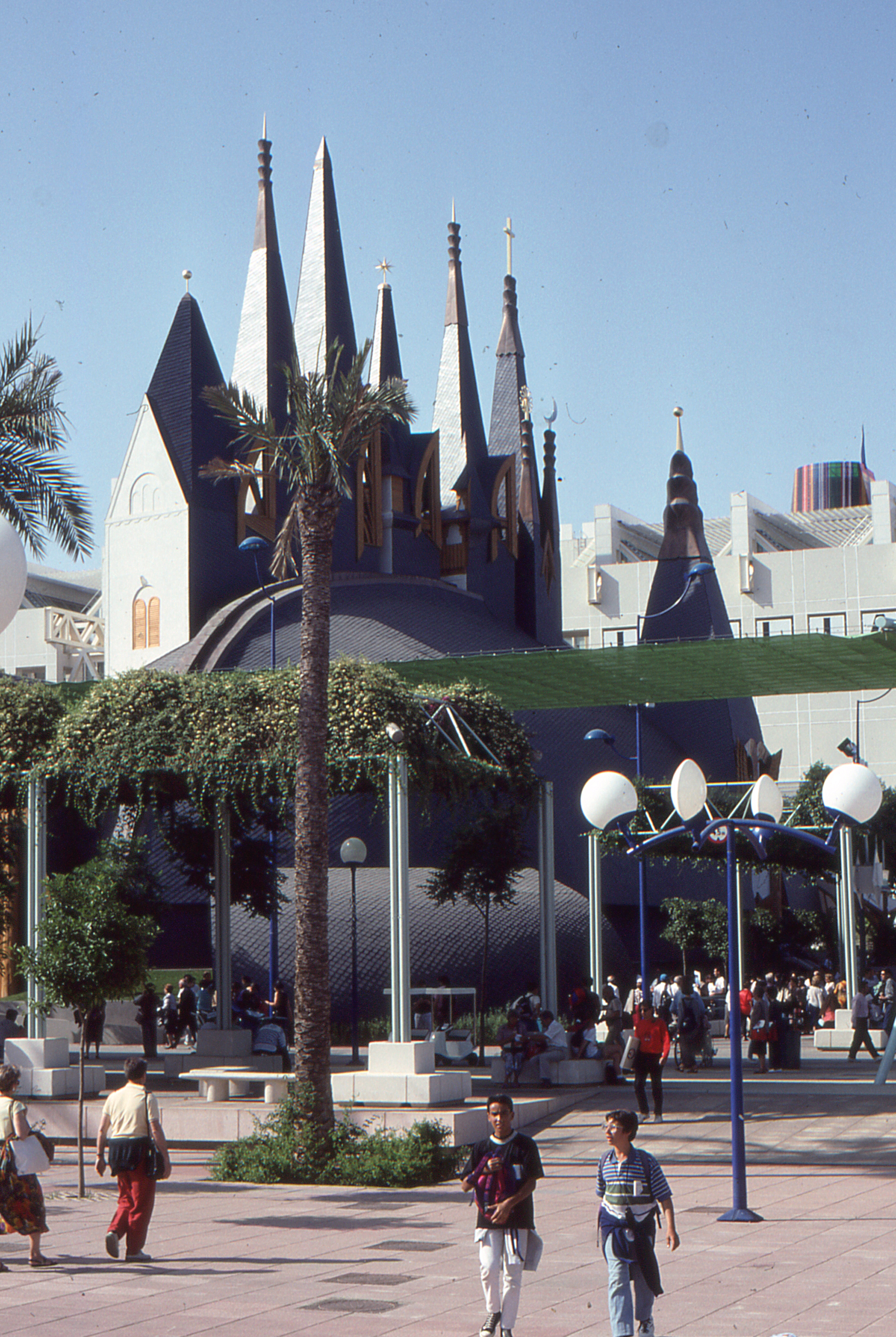
Hungarian Pavilion, Universal Exposition Sevilla 1992, Spain
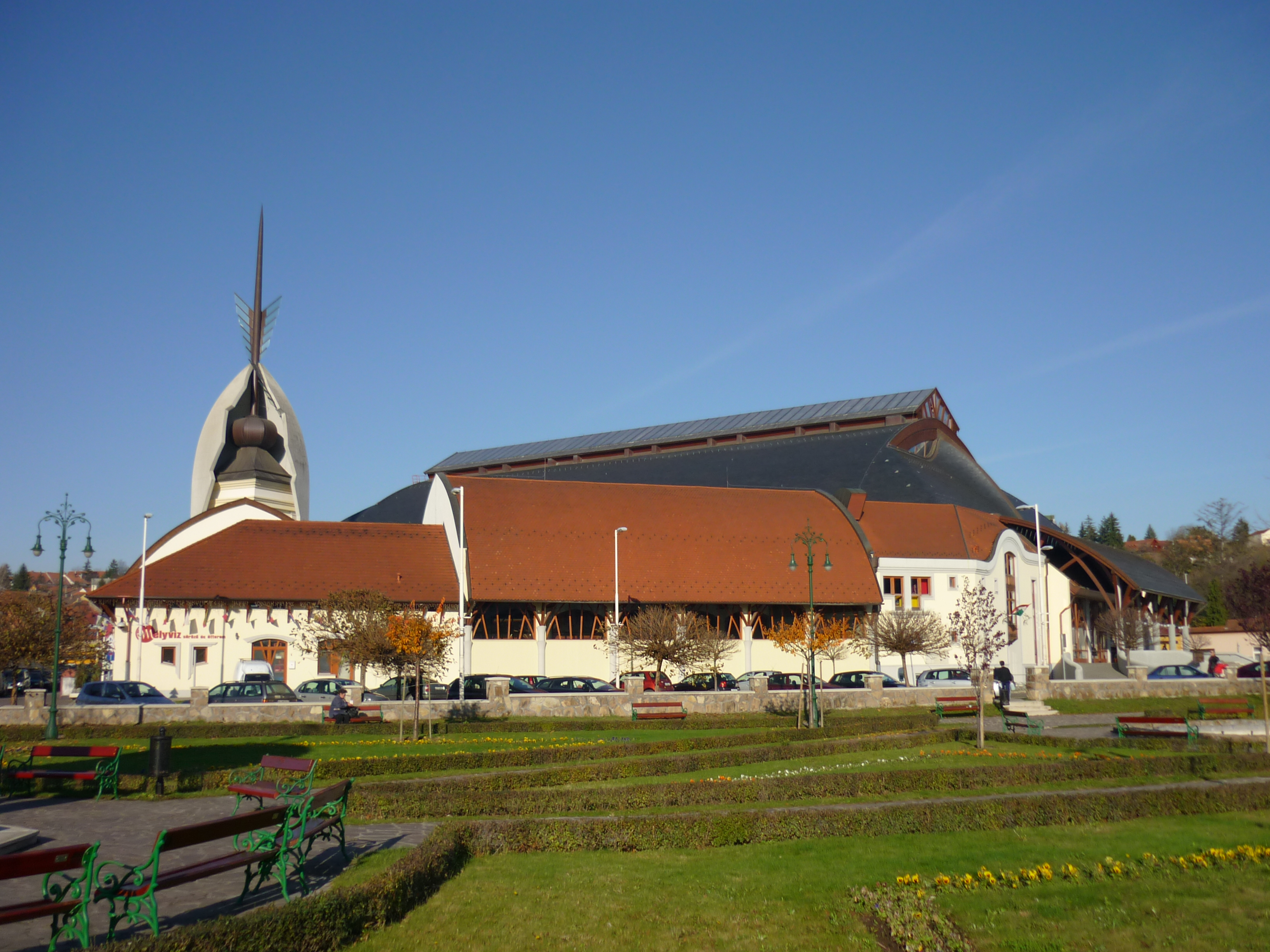
Swimming Pool, Eger (2000)
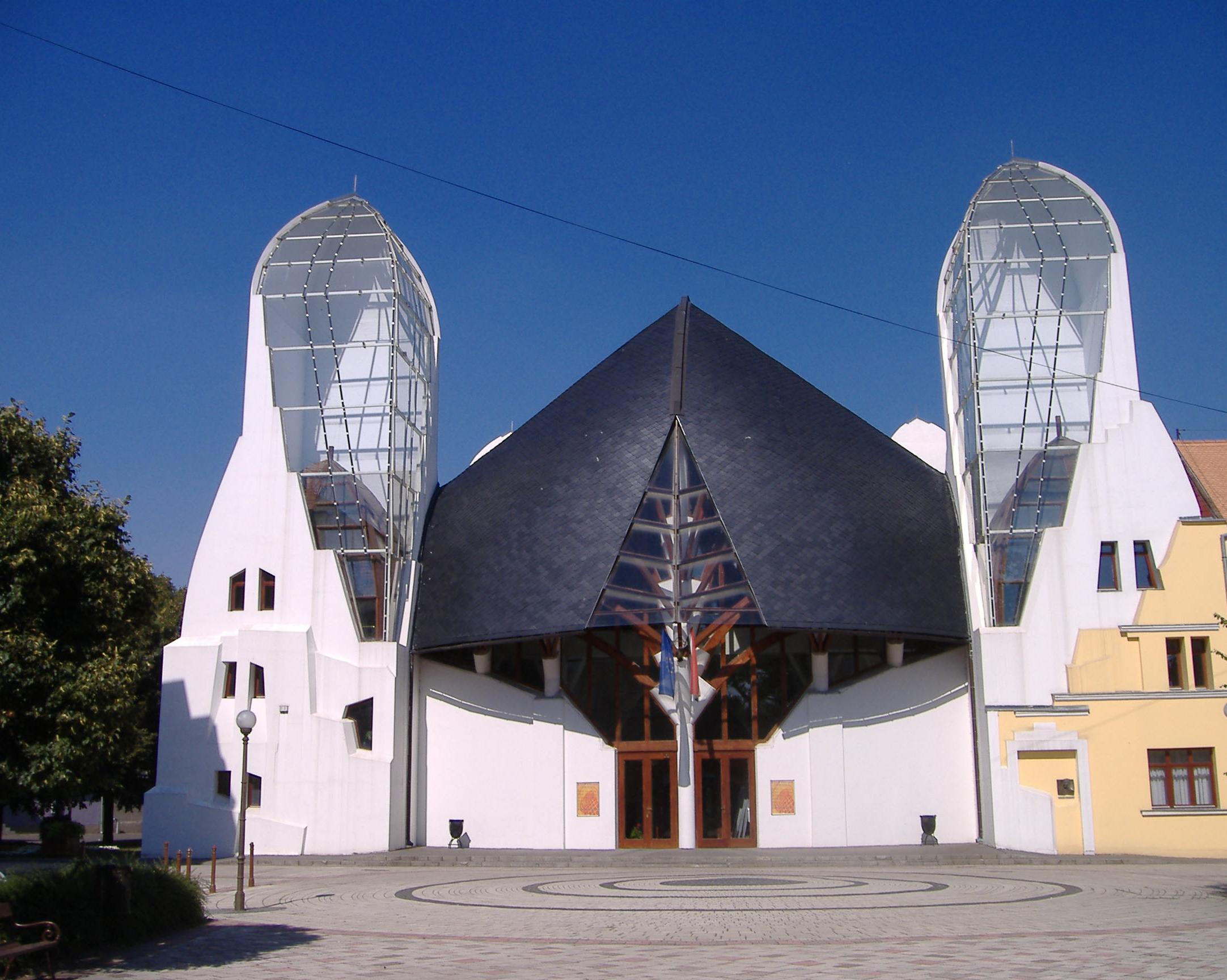
OnionHouse Theatre, Makó (1995)
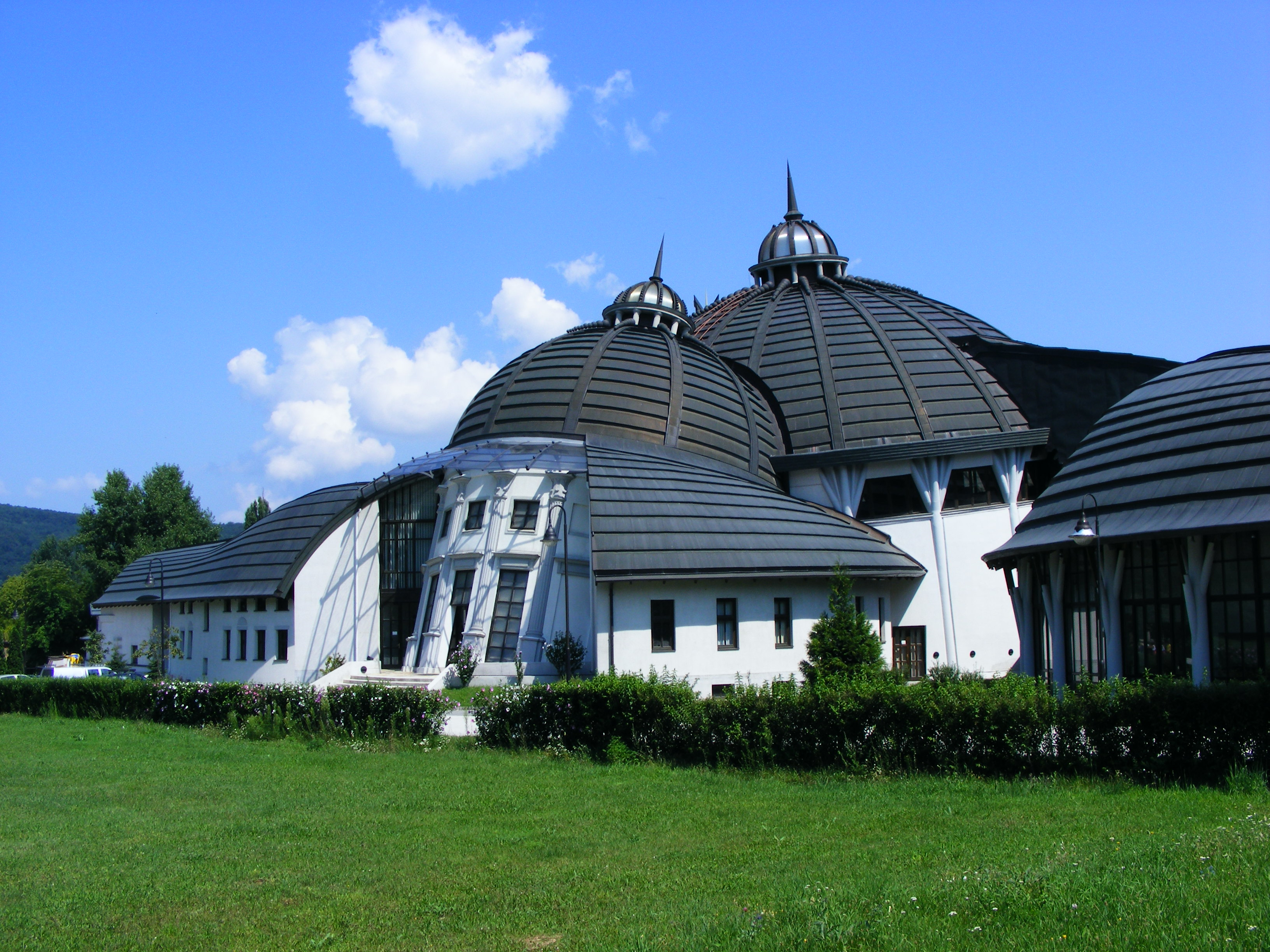
Stephaneum, Piliscsaba (1995)
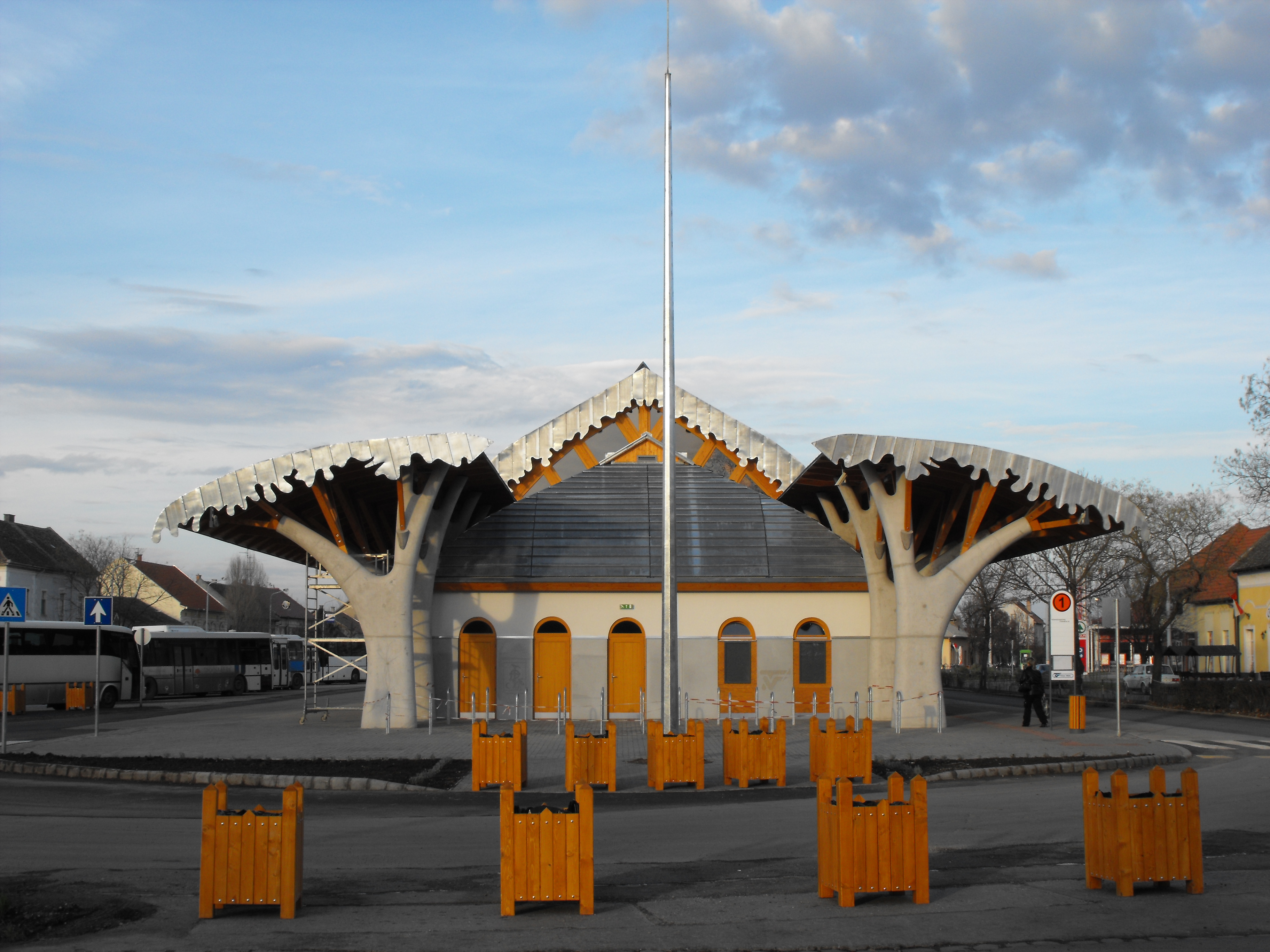
Bus terminal, Makó (2010)
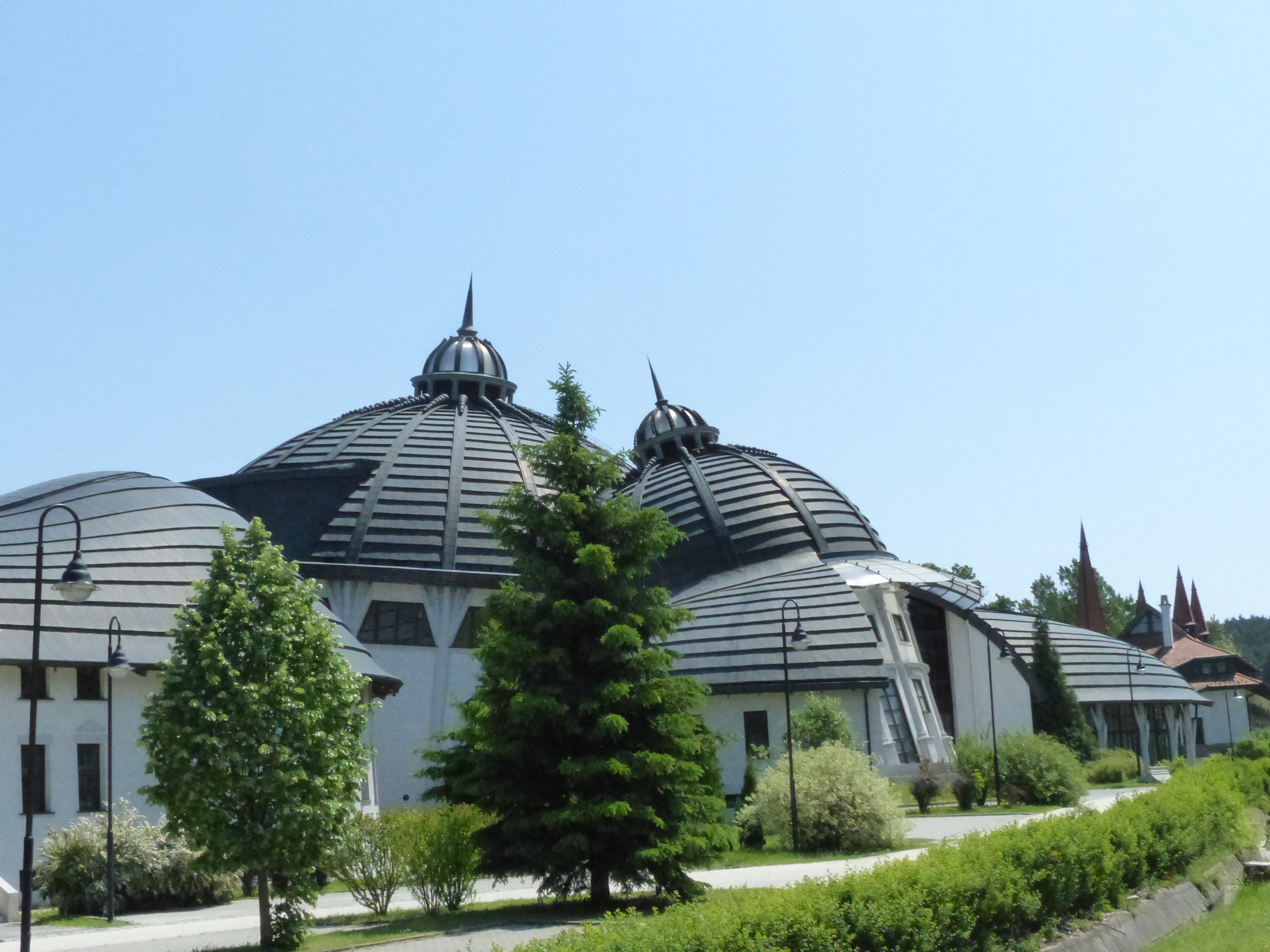
Stephaneum